# The Hun Within
The Hun Within er en amerikansk stumfilm fra 1918 af Chester Withey.

## Medvirkende
- Dorothy Gish som Beth
- George Fawcett som Henry Wagner
- Charles K. Gerrard som Karl Wagner
- Douglas MacLean som Frank Douglas
- Herbert Sutch